# 28807 Lisawaller
28807 Lisawaller este un asteroid din centura principală de asteroizi.

## Descriere
28807 Lisawaller este un asteroid din centura principală de asteroizi. A fost descoperit pe 29 aprilie 2000 la Socorro, New Mexico, în cadrul proiectului LINEAR. Asteroidul prezintă o orbită caracterizată de o semiaxă mare de 2,24 ua, o excentricitate de 0,11 și o înclinație de 5,1° în raport cu ecliptica.